# 244 (число)
244 (Дві́сті со́рок чоти́ри) — натуральне число між 243 та 245.
- 244 день в році — 1 вересня (у високосний рік 31 серпня).

## В інших галузях
- 244 рік, 244 до н. е.
- В Юнікоді 00F416 — код для символу «o» (Latin Small Letter O With Circumflex).